# 安德里昂四重奏
安德里昂四重奏（英語：Endellion Quartet）是一個英國的弦樂四重奏團體。

## 歷史
他們創立於1979年，團名是按康瓦爾郡的聖安德里昂村命名的。
四重奏自1992年開始（迄今）常駐於劍橋大學，擔任該校"駐校藝術家"。1996年，皇家愛樂協會授予他們"最佳室內樂團"獎，以表彰他們的成就。他們演出的足跡踏遍世界各地，並擁有相當可觀的錄音作品 - 包括了新近完成的貝多芬弦樂四重奏、五重奏作品全集（華納, 2008年）。
他們在英國境內參與許多主要的音樂系列、音樂節的舉行，除了和英国广播公司的數次合作之外，也受到南方銀行中心、威格摩爾廳、里茲The Venue音樂廳等重要演出場地的重視。歷來曾和他們合作過的藝術家包括：阿瑪迪斯四重奏、马克-安德烈·哈梅林、約夏·貝爾、史蒂芬·伊瑟利斯、內田光子等人。
教育方面，除了在劍橋大學的教學之外，四重奏也曾三次在美國麻省理工學院駐校。2001年至2010年期間，他們在皇家北方音乐学院擔任合作四重奏，2011年開始另在市政廳音樂及戲劇學院擔任訪問四重奏。

### 近期活動
四重奏近期在紐約大都會博物館進行超過六場貝多芬全套作品的演出，"Strad"雜誌報導：「如此的信賴與冒險行為來自於經年累月的一同演出」，並認為這樣的音樂會「著實令人欣喜」。
他們在2015年樂季由柯克假日旅行（Kirke Holidays）與Brompton樂器拍賣公司贊助至遠東地區演出，他們將首次造訪俄羅斯，並在2015年11月13日假臺北藝術大學舉辦音樂會。

## 成員
1979 年創團的初始成員是以下四位：
- Andrew Watkinson[譯名請求]（第一小提琴）
- Louise Williams[譯名請求]（第二小提琴）
- Garfield Jackson[譯名請求]（中提琴）
- David Waterman[譯名請求]（大提琴）

Ralph de Souza在1986年頂替了第二小提琴的席位迄今。

## 評價
新葛洛夫音樂與音樂家辭典（2000年）：
|  | 安德里昂四重奏可以說是英國最傑出的弦樂四重奏，於演奏上有著自信沉穩的特質、準確的音準、絕佳的聲部平衡以及漂亮的音色。 |

"留聲機" 雜誌評價（2013年3月）：
|  | 當聆聽安德里昂四重奏時，總有一種在聆賞四重奏以 "原典方法"（Urtext method）演奏的感覺。也許卅五年來的一起演奏已經讓他們成為一個整體，一種於思想上與本能上的劃一性（uniformity）使他們的演奏像是呈現為一個單一個體。 |

## 外部連結
- 官方網頁 （页面存档备份，存于）
- 安德里昂四重奏的Discogs页面（英文）